# 放射治療
放射治療（英語：radiation therapy，radiotherapy）簡稱放療，港澳又稱電療，是一種治療癌症的方式，原理為使用由直线加速器或放射性核種制造的高能游離輻射來控制或破壞恶性細胞。放射治疗可以治愈一些仅在特定身体部分内存在的癌症，也可以用作辅助治疗，在手术切除原发恶性肿瘤后防止肿瘤复发（例如治疗早期阶段的乳腺癌）。放射治疗与化疗之间可以协同使用，易感癌症的化疗之前、期间和之后都可能使用放射治疗。肿瘤学中与放射治疗有关的亚专业被称为放射肿瘤学。从事这一子专业的医生被称作放射肿瘤学家。
放射治疗因其能够控制细胞生长而常用于治疗癌症。电离辐射可以破坏癌组织的DNA，导致其细胞死亡。为了使正常组织（如皮肤或器官，且辐射必须通过这些组织来治疗肿瘤）不受影响，射线束会从几个特定的照射角度照射恶性肿瘤，使该处产生比周围健康组织大得多的吸收劑量。除了肿瘤本身，如果引流淋巴结在临床上或放射学上与恶性肿瘤有关，或被认为有亚临床恶性扩散的风险，放射场也可能包括这些淋巴结。由于误差和肿瘤内部运动的不确定性（如由内部运动（如呼吸和膀胱充盈）和外部皮肤标记相对于肿瘤位置的移动引起的不确定性），有必要在进行放射治疗时照射肿瘤周围正常组织的边缘。
放射肿瘤学是研究电离辐射应用于实体瘤和白血病治疗及其相关生物学基础的学科，与在醫學影像和诊断中使用放射的影像诊断学不同。放射肿瘤学家可以进行旨在治愈（有“治愈性”）、辅助治疗、姑息治疗（不可能完全治愈，以控制疾病维持在局部或缓解症状的治疗方式）和治疗处理（治疗有生存利益，且疾病有几率治愈）的放射。放射治疗常与手术、化疗、激素治疗、免疫治疗这四种治疗方式的一种或多种一同使用。許多常见的癌症类型可进行某一类的放射治疗。

## 医学用途
不同的癌症对放射治疗有不同的反应。

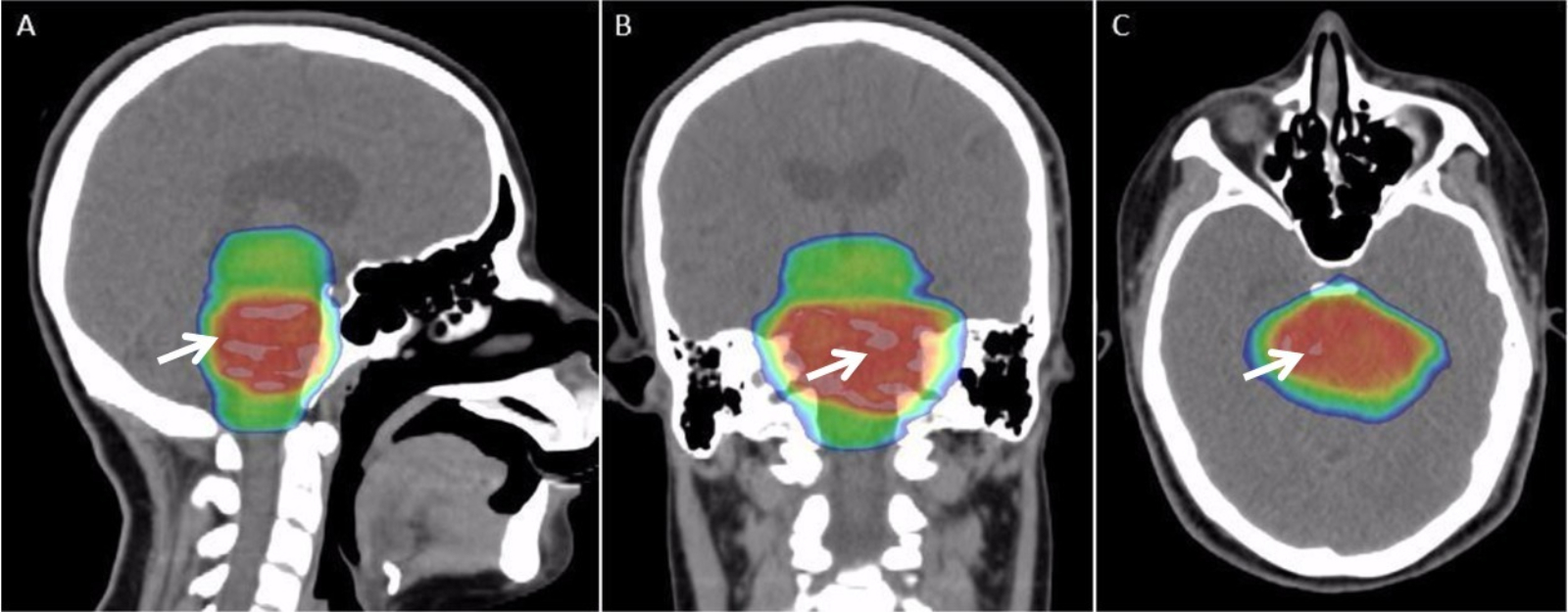
弥漫性桥脑胶质瘤患者进行放射治疗的图像，放射剂量以不同颜色进行区分

癌症对辐射的反应由其放射敏感性衡定。高放射敏感性的癌细胞会被少量的辐射迅速杀死。如白血病、大多数淋巴瘤和生殖细胞瘤。大多数上皮癌只有中等程度的辐射敏感性，需要明显更高的辐射剂量（60-70Gy）才能达到根治的效果。有些类型的癌症具有明显的抗辐射性，也就是说，需要在临床治疗中可能是不安全的、非常高的辐射剂量才能根治。肾细胞癌和黑色素瘤通常被认为耐放射，但对许多转移性黑色素瘤患者来说，放射治疗仍然是一种姑息治疗的方式。将放射治疗与免疫治疗相结合是一个新兴的研究领域，并已显示出治疗黑色素瘤和其他癌症的一些前景。
有必要区分特定肿瘤的放射敏感性（某种程度上是一种实验室内的测量结果）和实际临床治疗中癌症的辐射“治愈性”。例如，白血病一般不能用放射治疗来治愈，因为其是一种全身性的疾病。如果淋巴瘤仅在局部发病，可能是可以从根本上治愈的。同样地，许多常见的、中等程度放射敏感性的肿瘤，可以用治愈性的剂量进行治疗並達到與開刀類似的治療效果。例如，非黑色素瘤皮肤癌、頭頸癌、非小细胞肺癌、子宮頸癌、肛門癌和前列腺癌。已经恶性转移的癌症一般是无法用放射疗法治愈的，因为不可能杀死患者体内的所有癌细胞。
在进行放射治疗前，通常要进行電腦斷層扫描以确定肿瘤和周围的正常組織的位置，並用所得到的資訊來做治療計畫的設計。病人将会被进行小的皮肤标记，以标明需进行治疗区域的位置。由于每次治疗过程中病人的治疗区域都必须被置于同一位置，这一阶段中定位病人的治疗区域非常重要。为此人们已开发了许多定位装置，包括可以根据病人塑形的面罩和垫子。
肿瘤对放射治疗的反应也与其大小有关。根据放射生物學的研究，放射治疗对非常大的肿瘤的效果不如对较小的肿瘤或微小的疾病好。

## 放射治療副作用
放射治療副作用的產生與治療部位、治療分次劑量、治療總劑量及治療所採用之技術有關，此外個人體質也與放射治療之副作用程度有相關。若放射治療時搭配化療或是其他藥物也可能增加副作用。放射治療副作用依發生的時間點可分為急性或慢性副作用。急性副作用於治療開始完十天內發生，並在療程結束一兩個禮拜內達到高峰，原則上隨療程結束急性副作用會逐漸緩解。而慢性副作用通常是不可逆的，且會隨著時間而慢慢變嚴重。

### 腦部治療副作用

#### 急性
頭痛、噁心、掉髮、疲倦及腦水腫。

#### 慢性
記憶力退化、認知功能下降、腦壞死、腦下垂體功能低下及白內障。

### 頭頸部治療副作用

#### 急性
黏膜發炎、吞嚥疼痛、吞嚥困難、口乾、放射性皮膚炎、味覺改變及疲倦。

#### 慢性
吞嚥困難、口乾、牙關緊閉、骨壞死、聽力下降、甲狀腺低下及頸部纖維化。

### 胸腔部治療副作用

#### 急性
咳嗽、呼吸困難、放射性肺炎、食道炎及疲倦。

#### 慢性
放射性肺炎、肺纖維化及心臟毒性。

### 上腹部治療副作用

#### 急性
噁心、嘔吐、食慾下降、腸胃潰瘍及疲倦。

#### 慢性
腎功能下降及腸阻塞。

## 展望與新療法
除了傳統的光子，近年興起的放射治療技術還包括質子治療、重粒子治療和硼中子捕獲治療，與傳統治療相比，這些治療有更多可能性，可是這些新技術也有不少挑戰，比如「成本高、普及性差以及臨床證據有限」等等。